# Noordbargerbos
Het Noordbargerbos is een bos van 271 hectare ten zuidwesten van het centrum van Emmen, aangeplant in de jaren 20 en 30 van de 20e eeuw.
Het (gemengde) bos wordt beheerd door Staatsbosbeheer en maakt deel uit van de boswachterij Emmen waartoe ook de Emmerdennen, het Oosterbos en het Valtherbos behoren.
In het bos bevindt zich onder andere de Steen van Noordbarge, in het verleden ten onrechte aangemerkt als hunebed D48.
Het bos wordt in twee delen gescheiden door de Ermerweg, een lokale toegangsweg naar het centrum van Emmen. Het bos ligt ten westen van de wijk Bargeres en grenst in het zuiden aan de wijk Delftlanden en de Rondweg van Emmen.